# Gaziantep
Gaziantep (arabisch عينتاب, DMG ʿAyintāb oder عنتاب / ʿAntāb, armenisch Այնթապ Aynt’ap, kurdisch Entep bzw. Dîlok), auch kurz Antep genannt, ist eine Stadt in Südostanatolien und Hauptstadt der gleichnamigen Provinz. Mit etwa 2,1 Mio. Einwohnern (Stand 2019) ist sie die sechstgrößte Stadt der Türkei. Neben Türken leben auch Kurden und Araber in Gaziantep.

## Name
Der Name Gaziantep besteht aus zwei Teilen: Gazi, das „Kämpfer“ bedeutet, und Antep. Gazi wurde erst im Jahr 1921 zur Zeit des türkischen Befreiungskriegs auf Beschluss der Nationalversammlung an den Namen angefügt, nachdem die Einwohner sich gegen die französische Militärbesatzung erhoben hatten, die die vorige, seit 1918 eingerichtete britische abgelöst hatte. Dennoch wird die Stadt von vielen Einwohnern immer noch kurz Antep genannt, man hört auch Ayintap oder Aintab (arabisch عينتاب). Auf Kurdisch wird die Stadt Entep oder Dîlok genannt.

## Geografie

### Klima
Gaziantep hat nach Köppen ein Mittelmeerklima (effektive Klimaklassifikation: Csa) mit kontinentalen Einflüssen. Die Sommer sind sehr heiß und trocken. Die Winter sind kühl und niederschlagsreich. Aufgrund seiner Höhenlage um 700 Meter über dem Meeresspiegel und seiner Lage im Landesinneren sind die Winter jedoch deutlich kälter als in den Städten an der türkischen Mittelmeerküste und es kommt regelmäßig zu Nachtfrösten und gelegentlich auch zu Eistagen und Schneefällen. Im Hochsommer sind Hitzetage- und Tropennächte die Norm. Für die Normalperiode 1991–2020 beträgt die Jahresmitteltemperatur 16,0 °C, wobei im Januar mit 3,9 °C die kältesten und im Juli und August mit 28,7 °C die wärmsten Monatsmitteltemperaturen gemessen werden.
|                        | Jan   | Feb   | Mär   | Apr   | Mai  | Jun  | Jul  | Aug  | Sep  | Okt  | Nov  | Dez   |   |       |
| Mittl. Temperatur (°C) | 3,9   | 5,1   | 9,3   | 14,0  | 19,3 | 24,8 | 28,7 | 28,7 | 24,2 | 17,7 | 10,2 | 5,6   | ⌀ | 16    |
| Mittl. Tagesmax. (°C)  | 8,4   | 10,2  | 15,0  | 20,3  | 26,0 | 31,9 | 36,0 | 36,2 | 31,8 | 25,0 | 16,5 | 10,4  | ⌀ | 22,4  |
| Mittl. Tagesmin. (°C)  | 0,4   | 0,9   | 4,2   | 8,3   | 13,0 | 18,1 | 22,1 | 22,1 | 17,5 | 11,7 | 5,4  | 1,9   | ⌀ | 10,5  |
|                        |       |       |       |       |      |      |      |      |      |      |      |       |   |       |
| Niederschlag (mm)      | 98,1  | 89,6  | 68,9  | 56,1  | 32,9 | 9,2  | 10,6 | 8,5  | 13,1 | 42,6 | 67,5 | 104,5 | Σ | 601,6 |
|                        |       |       |       |       |      |      |      |      |      |      |      |       |   |       |
| Sonnenstunden (h/d)    | 3,6   | 4,4   | 5,3   | 6,4   | 7,1  | 8,7  | 8,9  | 8,7  | 7,8  | 6,4  | 5,1  | 3,4   | ⌀ | 6,3   |
|                        |       |       |       |       |      |      |      |      |      |      |      |       |   |       |
| Regentage (d)          | 13,17 | 12,20 | 12,20 | 10,67 | 8,00 | 2,47 | 0,77 | 0,70 | 2,23 | 6,93 | 8,57 | 12,73 | Σ | 90,64 |

| 0,4 |

| 0,9 |

| 4,2 |

| 8,3 |

| 13,0 |

| 18,1 |

| 22,1 |

| 22,1 |

| 17,5 |

| 11,7 |

| 5,4 |

| 1,9 |

| 0,4 |

| 0,9 |

| 4,2 |

| 8,3 |

| 13,0 |

| 18,1 |

| 22,1 |

| 22,1 |

| 17,5 |

| 11,7 |

| 5,4 |

| 1,9 |

## Geschichte

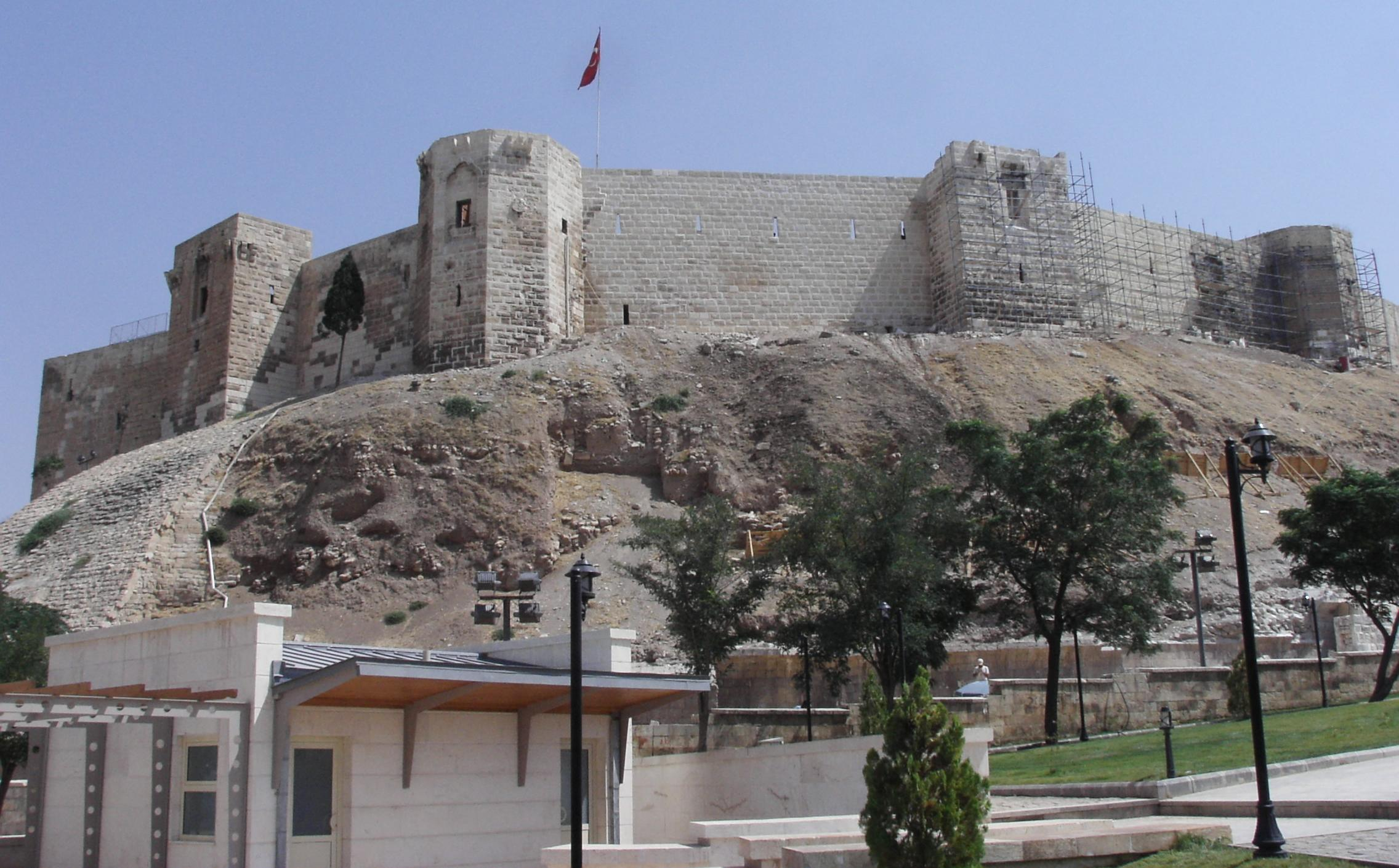
Festung von Gaziantep im Stadtzentrum (2008) (vom Erdbeben im Februar 2023 sehr schwer beschädigt)

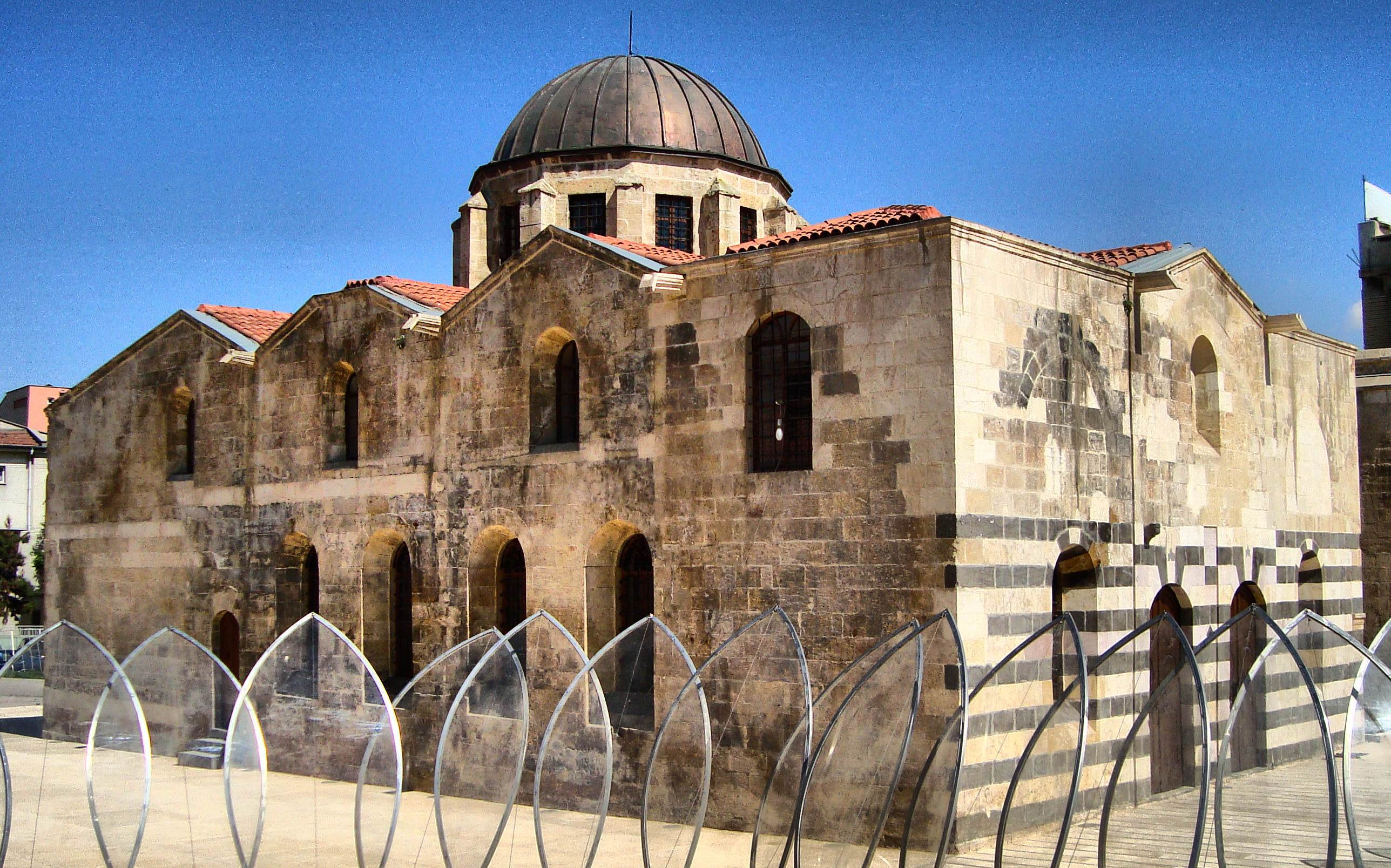
Ehemalige armenische Petrus-Kirche; 18./19. Jh. (2009) (vom Erdbeben im Februar 2023 zerstört)

Das Gebiet der heutigen Stadt war im Altertum lange zwischen Hethitern und Assyrern umstritten und kam durch König Sargon II. (721–705 v. Chr.) an die letztgenannte Macht. Einige Wissenschaftler vermuten, dass Gaziantep der antiken seleukidischen Stadt Antiochia ad Taurum entspricht oder diese sich in der Nähe befand. Zehn Kilometer nördlich von Gaziantep lag die Stadt Doliche (türkisch Dülük), die in der Römischen Kaiserzeit Ausgangspunkt des Kultes des Iupiter Dolichenus war, der sich mit den Soldaten von hier bis weit nach Mitteleuropa verbreitete, wie viele Steininschriften bezeugen. Deutsche Archäologen und Althistoriker haben auf dem Gipfel des Hügels Dülük Baba Tepesi dessen Heiligtum erforscht. 2010 wurden die Grundrisse eines weitläufigen Gebäudes aufgefunden, die zu diesem Tempel gehören könnten.
Doliches Glanzzeit endete im 3. Jahrhundert n. Chr., als die Sassaniden das Heiligtum brandschatzten. Antep stand aber noch bis zum Jahre 637 hinter Doliche zurück, bis die Araber hierher vordrangen, welche die oströmische Herrschaft beendeten und Doliche eroberten, das danach langsam seine Bedeutung verlor. Nach ihrem Einfall in Ostanatolien bemächtigten sich dann die türkischen Seldschuken, die in der Schlacht von Manzikert am 26. August 1071 das Heer von Kaiser Romanos IV. Diogenes (1068–1071) geschlagen hatten, dieser Gegend. Damals wurde die Festung auf dem Stadthügel von Antep erbaut.
Im Rahmen der Kreuzzüge kam Antep im Jahr 1098 an die westlichen Ritter und gehörte seitdem zum Fürstentum Antiochia. 1183 eroberte Sultan Saladin die Stadt. Nach dessen Tod Anfang März 1193 war die Herrschaft in dieser Gegend umstritten, unter anderem zwischen Mamluken und Mongolen. Zeitweise gehörte Antep zum Beylik der Dulkadir. Im Jahr 1514 eroberte der türkische Sultan Selim I. (1512–1520) Südostanatolien und damit Antep. Seitdem gehörte die Stadt zum Osmanischen Reich; zwischen 1832 und 1840 war sie von den Truppen des ägyptischen Statthalters Muhammad Ali Pascha okkupiert. Am Ende des Ersten Weltkrieges besetzten 1918 britische Einheiten die Region; ihnen folgten bis zu ihrer Vertreibung durch Şahin Bey 1921 die Franzosen. Mit dem Vertrag von Lausanne am 24. Juli 1923 wurde das nunmehrige Gaziantep Teil der Republik Türkei.
Beim Selbstmordanschlag in Gaziantep am 20. August 2016 wurden während einer kurdischen Hochzeitsfeier 50 Menschen getötet und rund 100 weitere verletzt.
Am Montag, 6. Februar 2023 früh am Morgen ereigneten sich zwei schwere Erdstöße der Stärke 7,8 und 6,7. Der Bebenherd lag in 10 km Tiefe, das Epizentrum in beiden Fällen etwa 33 Kilometer nordwestlich der Stadt Gaziantep. Es stürzten über 1000 Gebäude ein, Menschen wurden unter Trümmern begraben, über 1000 getötet, tausende verletzt. Vom türkischen Innenministerium wurde Alarmstufe 4 ausgerufen. Am Vormittag erfolgte ein weiteres Erdbeben der Stärke 7,5 mit anderem Epizentrum.

## Politik

### Verwaltung
Als eine von 30 Großstädten der Türkei besitzt Gaziantep seit 1986 einen Oberbürgermeister (türkisch Büyükşehir Belediye Başkanı).
Durch das Gesetz Nr. 3398, angenommen am 20. Juni 1987 von der Nationalversammlung, wurde der bisherige zentrale Landkreis (Merkez Ilçe) mit der Provinzhauptstadt Gaziantep in zwei Landkreise aufgeteilt, dem etwas größeren Kreis Şehitkamil im Norden und dem Kreis Şahinbey südlich davon.
- Vom zentralen Bucak (Merkez Bucak) kamen 35 Dörfer (Köy) und die Belediye Büyükşahinbey zum Kreis Şahinbey, 64 Dörfer und die Belediye Arıl kamen zum Kreis Şehitkamil.
- Vom Bucak Burç kamen 40 Dörfer und die namensgebende Belediye zum Kreis Şahinbey, lediglich das Dorf Zülfikar kam zum Kreis Şehitkamil.
- Letztendlich kamen zwei Dörfer aus benachbarten Kreisen in den neuen Kreis Şehitkamil: Ibrahimşehir aus dem Kreis Nizip sowie Yeniyapan aus dem Kreis Kilis (ab 1995 zur neugegründeten Provinz Kilis zugehörig).

Damit war folgender Stand bei Auflösung des Altkreises und der Neugründung gegeben. Die Zahlen entstammen der Volkszählung 1990.
| Kreis Şahinbey          | Kreis Şahinbey |                | Kreis Şehitkamil | Kreis Şehitkamil |
| ----------------------- | -------------- | -------------- | ---------------- | ---------------- |
| AKreisstadt             | 0384.5100      | AKreisstadt    | 0218.9240        |                  |
| ABelediye Büyükşahinbey | 4.6830         | ABelediye Aril | 2.1870           |                  |
| ABelediye Burç          | 2.5160         | A67 Dörfer     | 46.0660          |                  |
| A75 Dörfer              | 30.9620        | zusammen       | 267.1770         |                  |
| zusammen                | 422.6710       |                |                  |                  |

### Städtepartnerschaften
Gaziantep listet folgende Partnerstädte auf:
| Stadt                  | Land                             | seit               |
| ---------------------- | -------------------------------- | ------------------ |
| Ariana                 | Tunesien                         | 2013               |
| Bagdad                 | Irak                             | 2023               |
| Braga                  | Norte, Portugal                  | 2022               |
| Celje                  | Štajerska, Slowenien             | 2014               |
| Cetinje                | Montenegro                       | 2013               |
| Charkiw                | Ukraine                          | 2011               |
| Duisburg               | Nordrhein-Westfalen, Deutschland | 2005               |
| Florenz                | Toskana, Italien                 |                    |
| Irbid                  | Jordanien                        | 2010               |
| Karlstad               | Värmland, Schweden               | 2008               |
| Kénitra                | Rabat-Salé-Kénitra, Marokko      | 2015               |
| Kermanschah            | Iran                             | 2011               |
| Kotor                  | Montenegro                       | 2014               |
| Kuwait                 | Kuwait                           | 2007               |
| Nikosia                | Türkische Republik Nordzypern    | 2009               |
| Ludwigshafen am Rhein  | Rheinland-Pfalz, Deutschland     | 2014               |
| Maikop                 | Juschny, Russland                | 2011               |
| Minsk                  | Belarus                          | 2018               |
| Nijmegen               | Gelderland, Niederlande          | 2006, beendet 2021 |
| Ostrava                | Moravskoslezský, Tschechien      | 2012               |
| Sabaragamuwa (Provinz) | Sri Lanka                        | 2013               |
| Surabaya               | Java, Indonesien                 | 2021               |
| Tartu                  | Estland                          | 2014               |
| Tripoli                | Asch-Schamal, Libanon            | 2012               |
| Ulaanbaatar            | Mongolei                         | 2010               |
| Ürümqi                 | Xibei, Volksrepublik China       | 2016               |

Nach dem Wohnhausbrand in Ludwigshafen am Rhein, der im Februar 2008 insgesamt neun Menschen türkischer Herkunft das Leben kostete, bekundete die Stadtverwaltung in Gaziantep die Absicht, eine Städtepartnerschaft mit der deutschen Stadt einzugehen. Die Initiative ging von Asım Güzelbey, dem Oberbürgermeister Gazianteps, aus, die Ludwigshafener Oberbürgermeisterin Eva Lohse begrüßte sie. Alle Opfer aus Ludwigshafen waren zuvor von Deutschland in die Türkei überführt und in Gaziantep beigesetzt worden. Am 2. Februar 2009 fand eine Gedenkfeier statt, bei der die Städtepartnerschaft verkündet wurde. Ratifiziert wurde sie dann 2012.
2025 wurde die Gemeinde mit dem Europapreis des Europarates für ihre herausragenden Bemühungen um die Europäische Integration ausgezeichnet.

## Bevölkerung
Die nachfolgende Tabelle gibt den bei den 14 Volkszählungen dokumentierten Einwohnerstand der Stadt (Şehir), des zentralen Landkreises (Merkez İlçe) und der Provinz İçel/Mersin wieder. Die Werte entstammen E-Books (der Originaldokumente) und aus der Datenabfrage des Türkischen Statistikinstituts TÜIK
| Jahr | Stadt   | zentr. Kreis | Provinz   |
| ---- | ------- | ------------ | --------- |
| 1927 | 39.571  | 88.796       | 213.499   |
| 1935 | 50.965  | 127.599      | 283.506   |
| 1940 | 57.132  | 141.063      | 306.906   |
| 1945 | 62.873  | 153.029      | 290.058   |
| 1950 | 71.887  | 150.696      | 328.343   |
| 1955 | 96.678  | 182.641      | 376.969   |
| 1960 | 124.097 | 192.909      | 434.579   |
| 1965 | 160.152 | 235.472      | 511.026   |
| 1970 | 227.652 | 298.849      | 606.540   |
| 1975 | 300.882 | 372.938      | 715.939   |
| 1980 | 374.290 | 449.392      | 808.697   |
| 1985 | 478.635 | 559.111      | 966.490   |
| 1990 | 603.434 | 689.8481     | 1.140.594 |
| 2000 | 853.513 | 949.5591     | 1.285.249 |

## Wirtschaft und Infrastruktur

### Wirtschaft
Gaziantep ist der Sitz von Çimko, einem der großen Baustoffe- und Zementhersteller der Türkei. Cimko gehört zur Sanko Holding, einem Mischkonzern, dessen beherrschende Familie Konukoğlu aus der Textilbranche kommt.

### Verkehr

#### Flugverkehr
Gaziantep verfügt über den Flughafen Gaziantep (IATA GZT, ICAO LTAJ) mit 2,3 Mio. Passagieren.

#### Eisenbahn
Gaziantep liegt an einem Teilstück der Bagdadbahn, das nach der Gründung der Türkei hinzugefügt wurde, um den nun in Syrien gelegenen Streckenabschnitt zu umgehen.

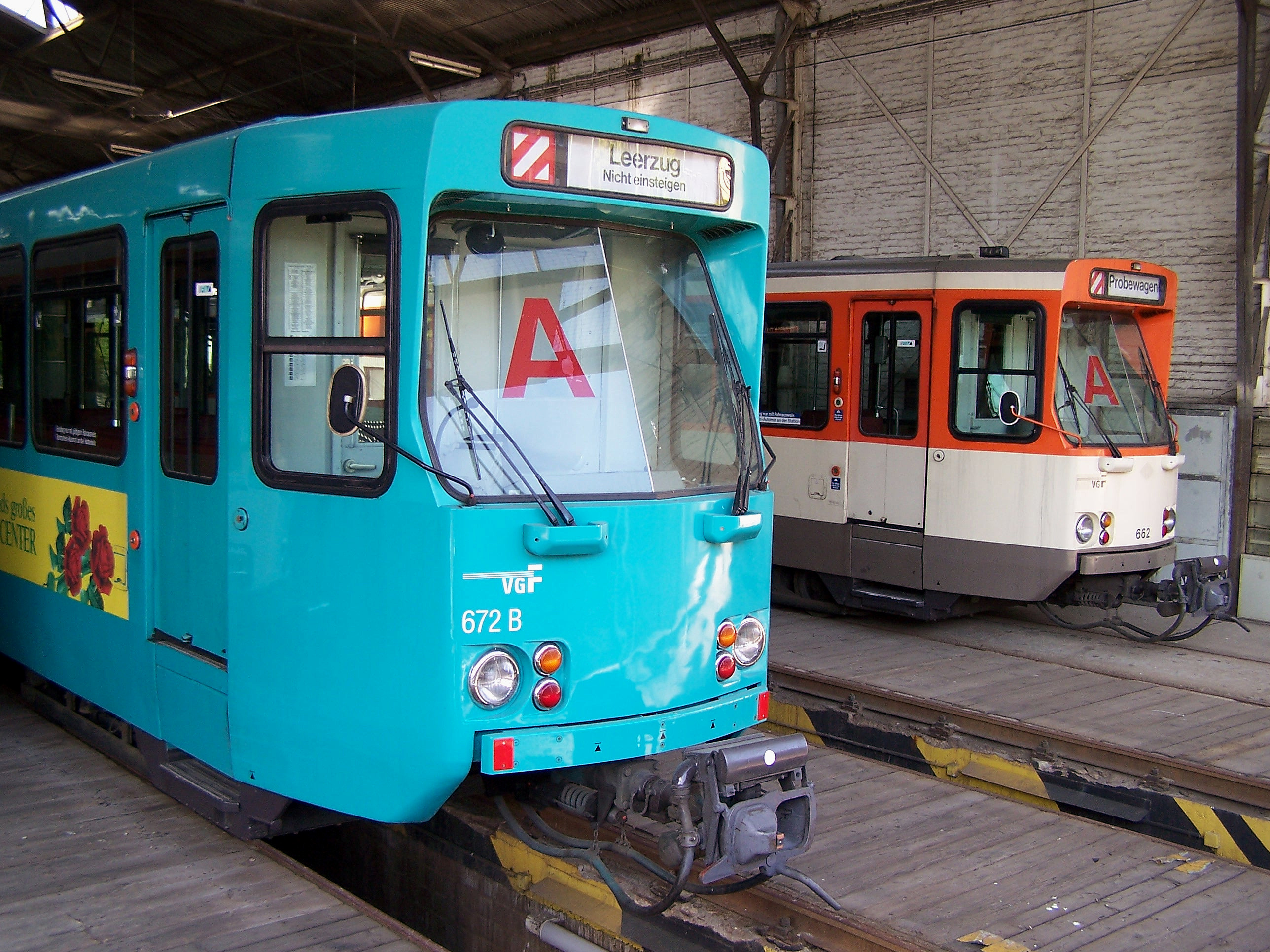
Zwei Triebwagen des Typs Pt im Straßenbahndepot (2007)

Die Stadt hat für ihren ÖPNV ein Stadtbahnsystem eingerichtet. 2009 waren 17 ehemalige Düwag U- und Straßenbahn-Triebwagen vom Typ Pt angeschafft worden, die in Frankfurt am Main seit April 2007 nicht mehr eingesetzt worden waren. Sie wurden per Eisenbahn nach Gaziantep transportiert und modernisiert. 2011 wurde die Straßenbahnlinie, die von der Universität bis zum Bahnhof führt und rund 13 Kilometer lang ist, eröffnet. 2014 erfolgte eine Erweiterung um 6,5 km in Richtung Norden nach Adilye. Der Fuhrpark wurde um 28 gebrauchte Fahrzeuge des Typs Tramway français standard aus Frankreich ergänzt.
Mitte Februar 2010 wurde der Passagierverkehr auf der Eisenbahnstrecke nach Mossul (Irak) wiedereröffnet. Die 18-stündige Fahrt über Syrien fand einmal wöchentlich statt. Die Verbindung wurde jedoch kurz nach Inbetriebnahme wieder mangels Interesse eingestellt.
Eine S-Bahnlinie war in Planung und sollte 2013 in Betrieb gehen.
Der Flughafen Gaziantep befindet sich ca. 20 km außerhalb der Stadt. Fluggesellschaften wie Turkish Airlines und Pegasus Airlines fliegen größtenteils nationale Ziele in der Türkei an. Saisonal werden auch Ziele in Deutschland angeflogen. Der Flughafen (und weitere) wurde in Folge des Erdbebens am 6. Februar 2023 für Linien- und Privatflüge gesperrt.

### Bildung
In Gaziantep befinden sich die staatliche Universität Gaziantep (türkisch Gaziantep Üniversitesi) sowie drei Privatuniversitäten (Zirve, Hasan Kalyoncu und Sanko).

## Kultur

### Küche

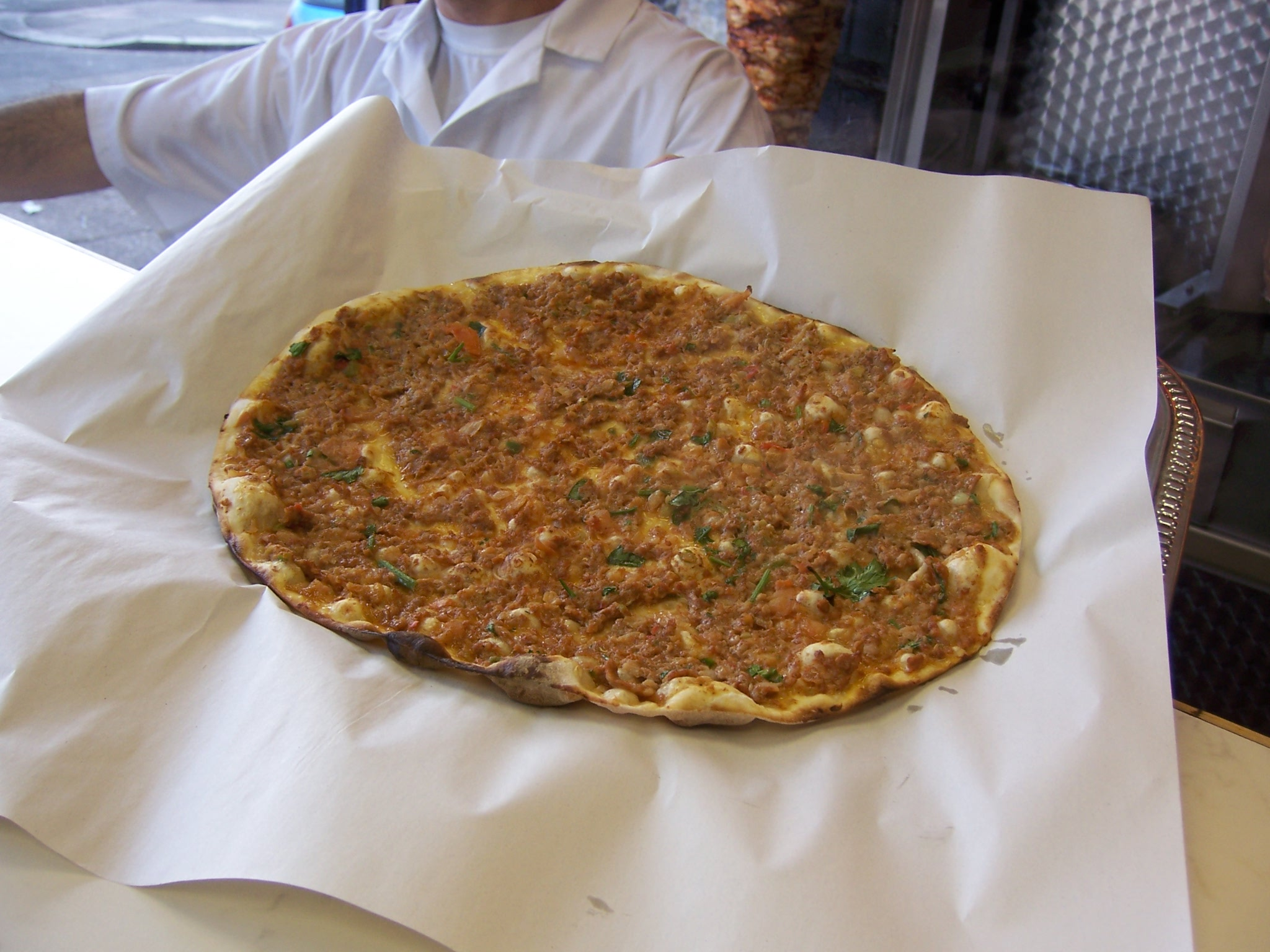
Lahmacun

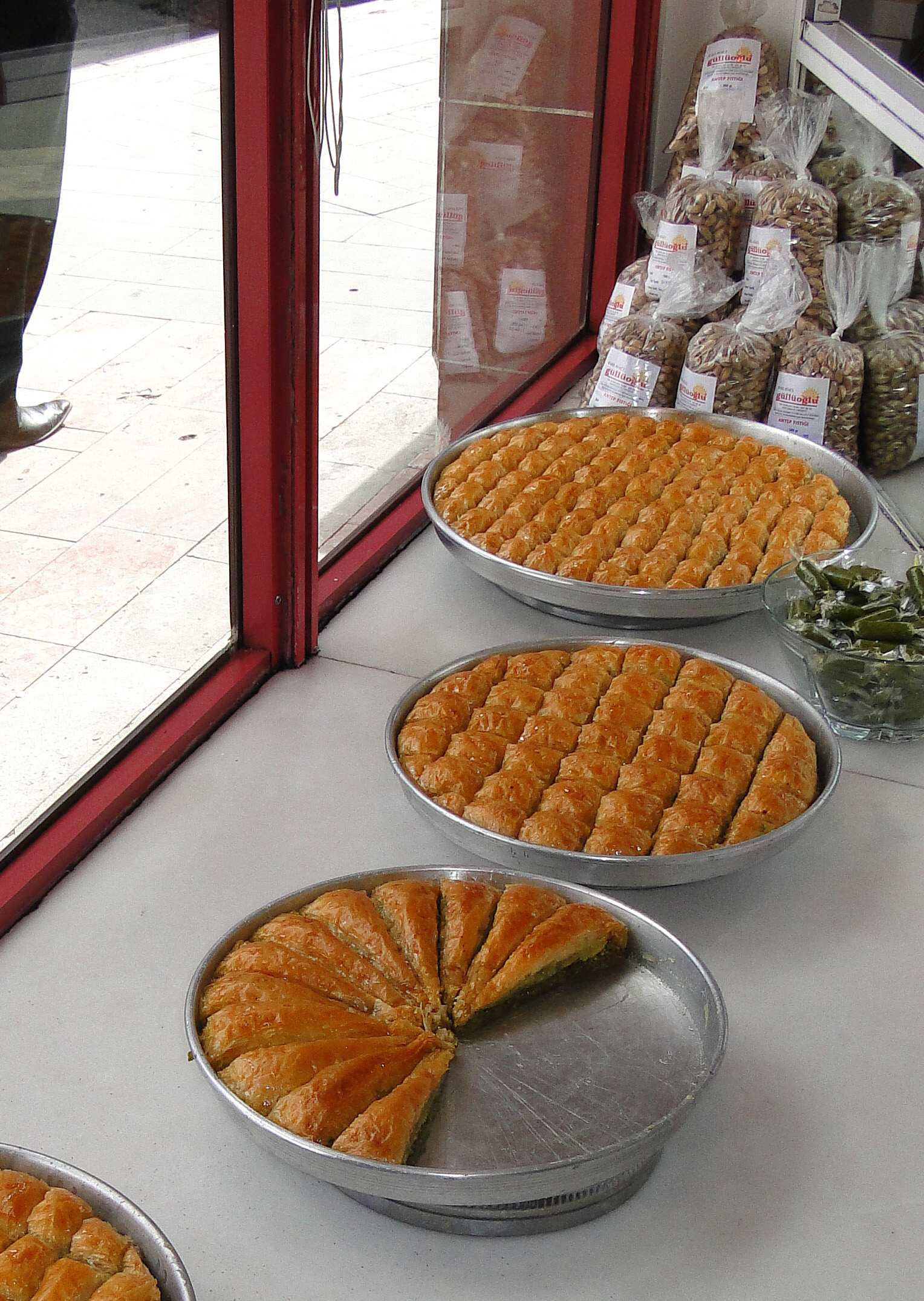
Baklava

Die Küche von Gaziantep wurde von der UNESCO ausgezeichnet. Zu den wichtigsten Gerichten gehören verschiedene Kebab- und Köftevariationen (z. B. İçli Köfte, Çiğ Köfte, Patlıcan Kebabı, Soğan Kebabı, Lahmacun).
Wichtiger Bestandteil vieler Süßspeisen ist die Pistazie. Das Baklava aus Gaziantep ist als Gaziantep Baklavası von der EU als geographisch geschützte Herkunftsbezeichnung eingetragen.

### Sehenswürdigkeiten

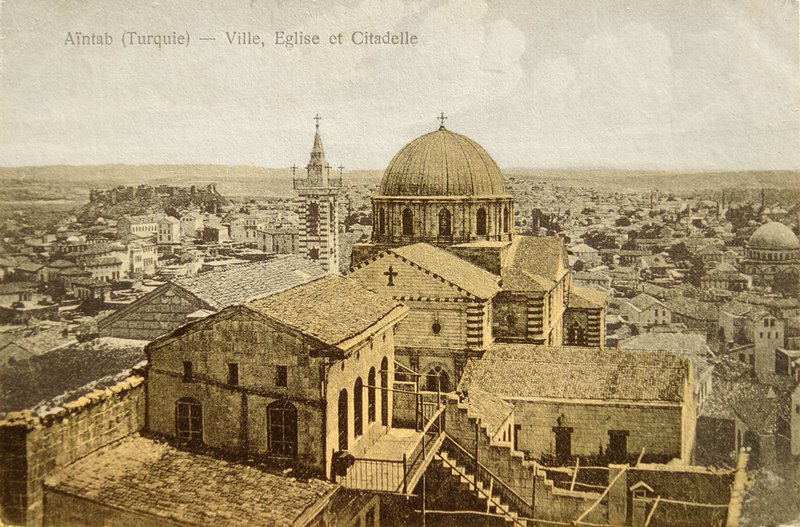
Armenische Muttergottes-Kirche, heute Moschee, historische Fotografie

Im Zentrum der Stadt liegt die Zitadelle aus seldschukischer Zeit auf dem zentralen Hügel, der schon in der Antike Befestigungsanlagen besessen hatte. Hier befindet sich auch eine Dauerausstellung, welche die offizielle türkische Lesart des Völkermords an den Armeniern von 1915 dokumentiert, nach der damals Armenier die türkische Bevölkerung angegriffen hätten und besiegt wurden. Das Archäologische Museum zeigt Funde aus der Umgebung der Stadt, aus Zincirli, Yesemek, Arsameia am Nymphaios und einiges andere. Die große Sammlung römischer Mosaiken aus der untergegangenen Stadt Zeugma am mittleren Euphrat ist ausgelagert worden in das 2011 eröffnete Zeugma-Mosaik-Museum, das wohl weltweit größte Mosaikmuseum. Die Große Synagoge von Gaziantep wurde zwar 2012 restauriert, jedoch haben die einheimischen Juden Gazianteps die Stadt in den späten 1970er Jahren verlassen. Die Kurtuluş-Moschee wurde 1892 als armenisch-apostolische Muttergotteskirche errichtet und nach dem Völkermord an den Armeniern in ein Gefängnis und nach 1980 in eine Moschee umgewandelt.

## Bildergalerie

Neustadt (2007)
Nebenstraße (2007)
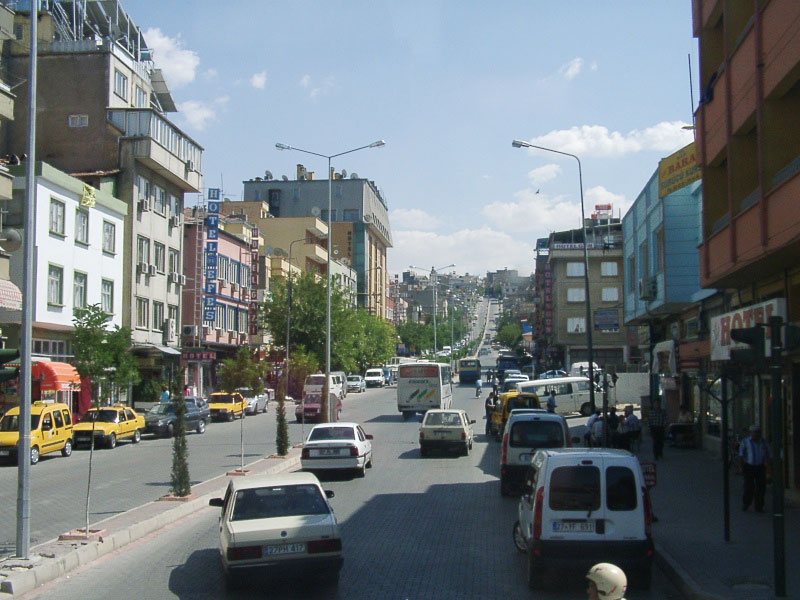
Größere Straße (2007)
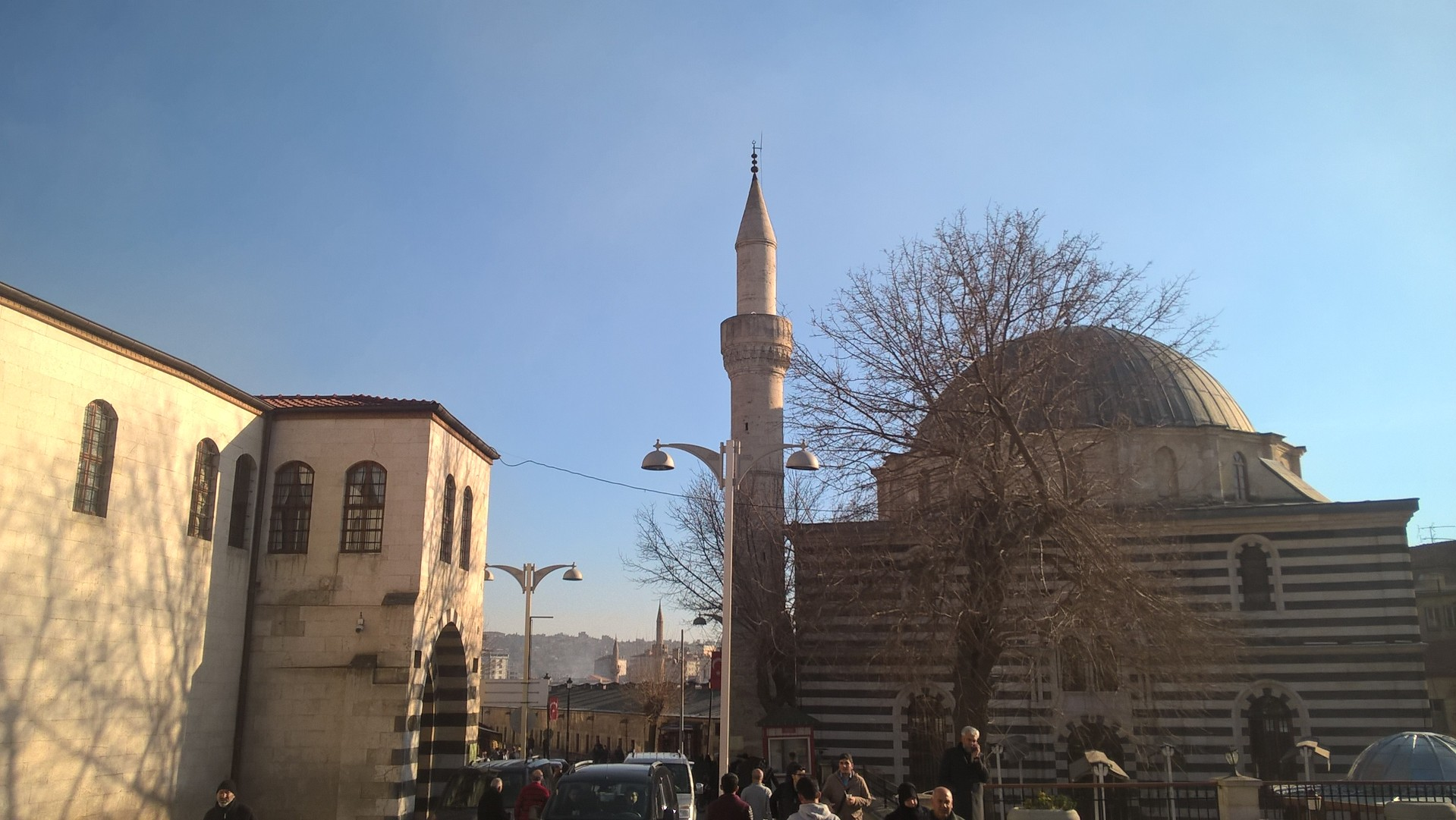
Alaüddevle-Moschee
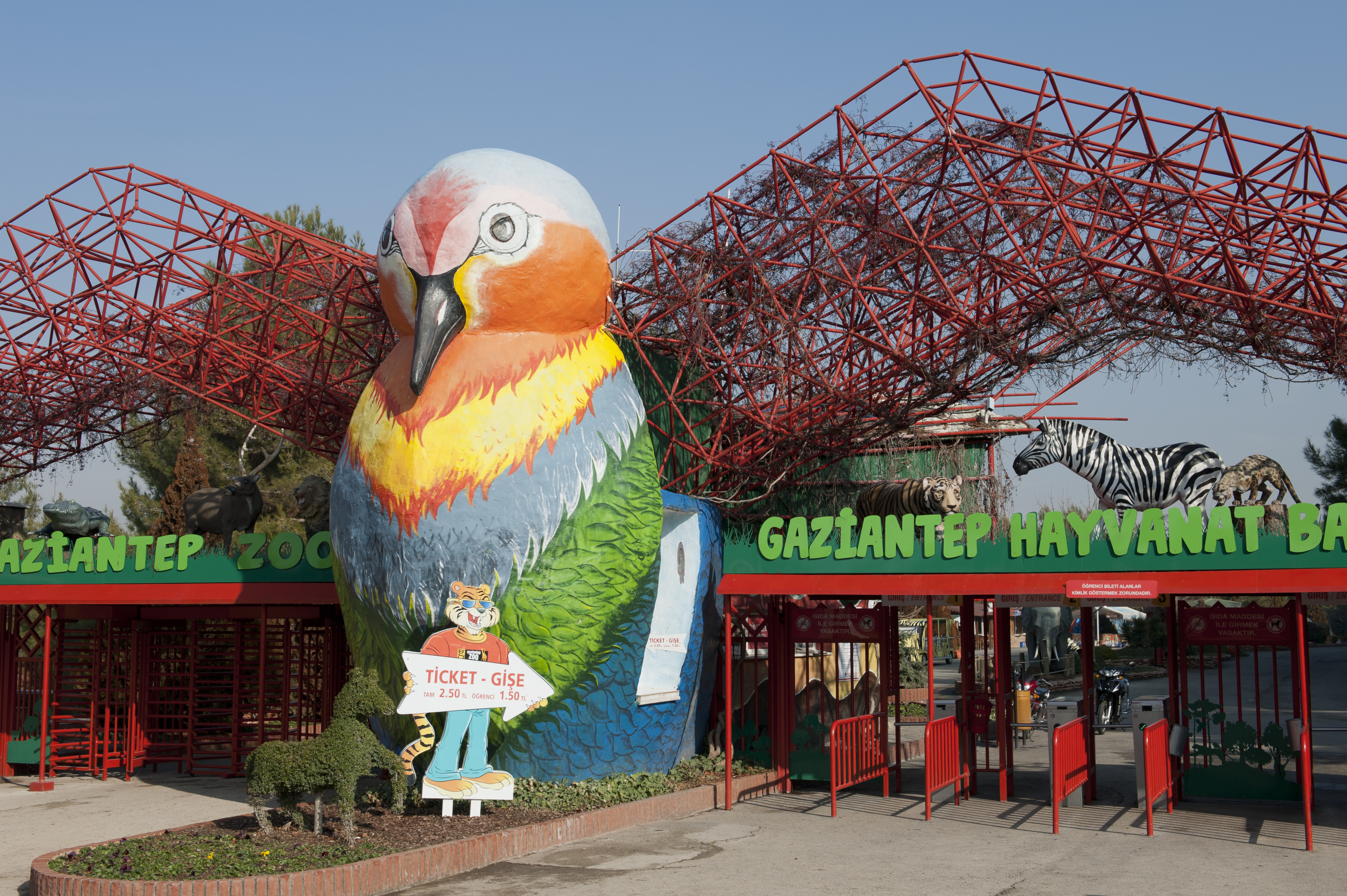
Gaziantep besitzt den größten Zoo der Türkei
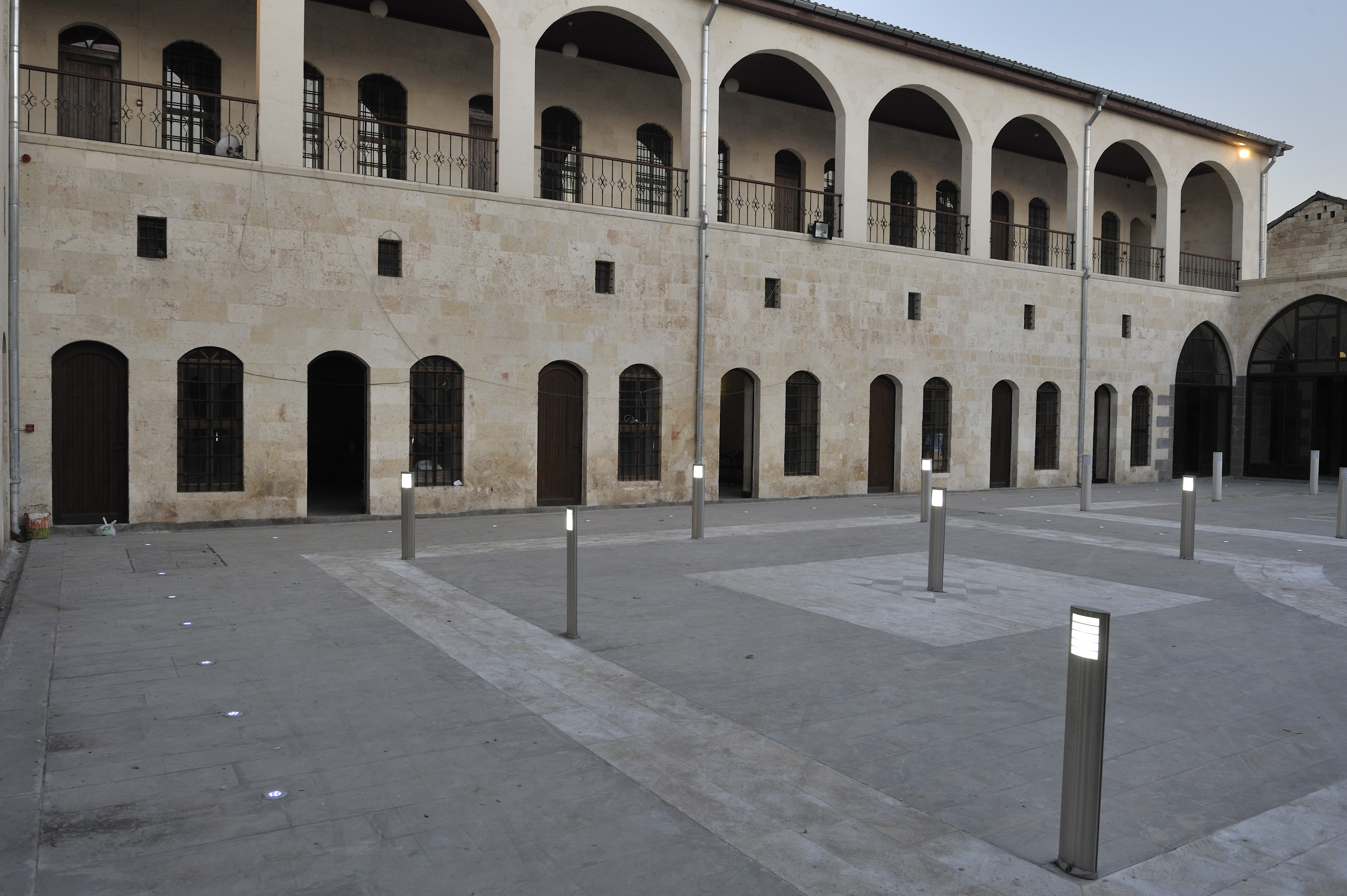
Bayazhan-Stadtmuseum
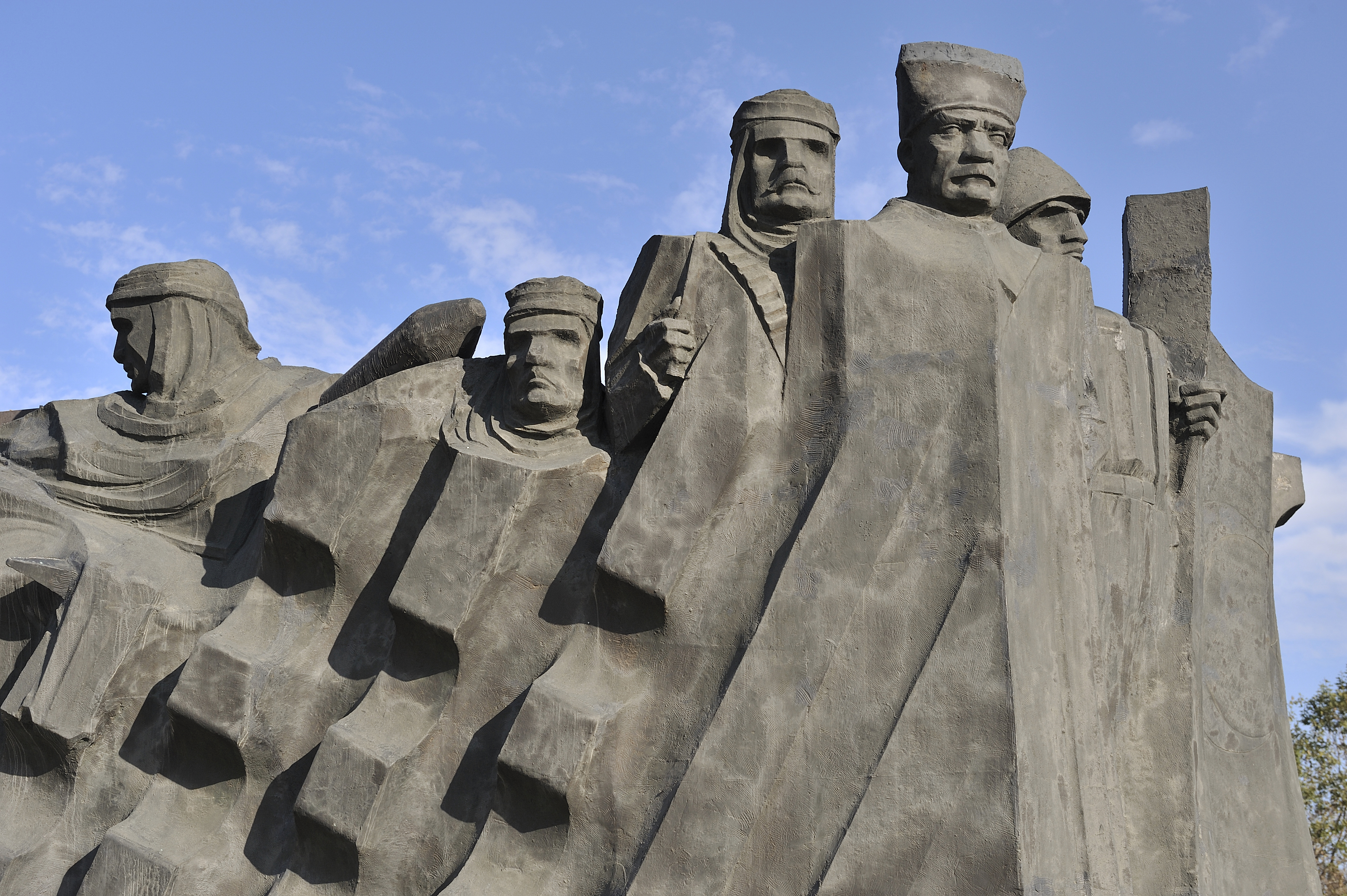
Atatürk-Denkmal

## Persönlichkeiten

### Söhne und Töchter der Stadt
- Münif Pascha (1828/29–1910), Staatsmann und Reformer des osmanischen Bildungssystems
- Tayfur Sökmen (1892–1980), Politiker und Präsident des Staates Hatay
- Aram Karamanoukian (1910–1996), armenisch-syrischer Militär und Politiker
- Yılmaz Onay (1937–2018), Schriftsteller
- Ülkü Tamer (1937–2018), Lyriker, Erzähler und literarischer Übersetzer
- Talat Özkarslı (1938–2020), Fußballspieler
- Doğu Perinçek (* 1942), Politiker
- Hasan Celal Güzel (1945–2018), Politiker
- Edip Akbayram (1950–2025), Musiker
- Yılmaz Tankut (* 1959), Politiker, Parlamentsabgeordneter der MHP und Unternehmer
- Ahmet Ümit (* 1960), Schriftsteller
- Fatma Şahin (* 1966), Chemieingenieurin und Politikerin
- Mustafa Yücedağ (1966–2020), niederländisch-türkischer Fußballspieler
- Ibrahim Vural (* 1969), deutsch-türkischer Boxer
- Kemal Aslan (* 1981), Fußballspieler
- Hazal Kaya (* 1990), Schauspielerin
- Büşra Barbaros (* 1996), Sprinterin
- Tolga Şahin (* 1997), Fußballspieler
- Sena Şener (* 1998), Sängerin

### Persönlichkeiten, die vor Ort gewirkt haben
- Celal Doğan (* 1943), Politiker